# یک!
«یک!» (اسپانیایی: ¡Uno!‎) نام نهمین آلبوم استودیویی از گرین دی است که در ۱۷ فوریه ۲۰۱۸ از طریق رپریز رکوردز پخش شد. این آلبوم، اولین آلبوم از سه گانه یک!، دو!، و سه! است. این آلبوم در چارت آمریکا (بیلبورد ۲۰۰) به رتبه دو رسید.